# Agnieszka Mostowska
Agnieszka Helena Mostowska (ur. 13 grudnia 1952) – polska biolożka specjalizująca się w cytofizjologii roślin.

## Życiorys
W 1993 habilitowała się na Uniwersytecie Warszawskim na podstawie pracy Działanie herbicydów fotodynamicznych na rozwój i strukturę aparatu fotosyntetycznego. W 2004 otrzymała tytuł naukowy profesora. Zawodowo związana z Wydziałem Biologii UW, gdzie doszła do stanowiska profesor zwyczajnej. Pełniła lub pełni liczne funkcje, m.in. dziekan Wydziału (wcześniej prodziekan ds. organizacji badań), dyrektorki Instytutu Biologii Eksperymentalnej i Biotechnologii Roślin, kierowniczki Zakładu Cytologii oraz prodziekan ds. organizacji badań.
Wypromowała co najmniej trzy doktorki.